# 第201飛行隊 (イスラエル空軍)
イスラエル空軍 第201飛行隊（201 Squadron） は、イスラエル航空宇宙軍で最初にF-4E"ファントムII"を運用した飛行隊である。別名として、ザ・ワン・スコードロン（The One Squadron）とも呼ばれる。

## 歴史
第201飛行隊は、1956年10月の第二次中東戦争の際にフランス空軍がイスラエルに一時的に供与したミステールIV Aを運用する飛行隊としてラマト・ダヴィド空軍基地に編成された。この部隊は第二次中東戦争の停戦後に解散した。
消耗戦争期の1969年9月になって、第201飛行隊はイスラエル空軍で最初にF-4Eを運用する飛行隊としてハツォール空軍基地で再編成された。編成時の飛行隊長は以前シュペルミステールB.2のパイロットを務め、アメリカ合衆国のジョージ空軍基地でF-4の転換訓練を受けたシュムエル・ヘッツ（Shmuel Hetz) であった。第201飛行隊は編成後、程なくF-4Eの機種転換訓練部隊としての活動を始めた。翌1969年10月には、イスラエル空軍の2番目のF-4飛行隊として第69飛行隊がラマト・ダヴィド空軍基地で編成された。1969年から1975年にかけて、多くのパイロットが第201飛行隊での転換訓練を経て、他のF-4飛行隊で活躍した。
第201飛行隊は訓練部隊としてだけでなく、実戦でも戦果を挙げた。1969年10月にはエジプト軍の地対空ミサイルサイト攻撃に投入され、続く11月にはエジプトの首都カイロ上空を超音速飛行して心理戦の一翼を担った。同じ月に第201飛行隊のF-4がエジプト空軍のMiG-21を撃墜し、これはイスラエル空軍のF-4の初の撃墜記録となった。1970年4月25日には飛行隊長シュムエル・ヘッツがエジプト軍のIl-28を撃墜したが、同年7月18日のエジプト軍の対空ミサイルサイト制圧作戦ではシュムエル・ヘッツが戦死し、ナビゲーターのメナヘム・エイニ (Menachem Eini)はエジプト軍の捕虜となった。この後、1973年の第四次中東戦争にも実戦参加し、何名かのエース・パイロットを輩出している。
第201飛行隊はF-4Eのイスラエル独自の近代化改修機である"クルナス2000"についても最初に運用を始めた飛行隊で、1989年4月から受領を開始している。この後、1992年に拠点をハツォール空軍基地からテルノフ空軍基地に変更した。
第201飛行隊のクルナス2000は2006年頃に運用停止され飛行隊も一旦活動停止したが、2008年7月9日にF-16I "Sufa"を運用する4番目の（そして現時点で最後の）飛行隊として、既にF-16Iの運用を行なっている第253飛行隊・第119飛行隊が所属するラモン空軍基地で再編成され、現在に至っている。

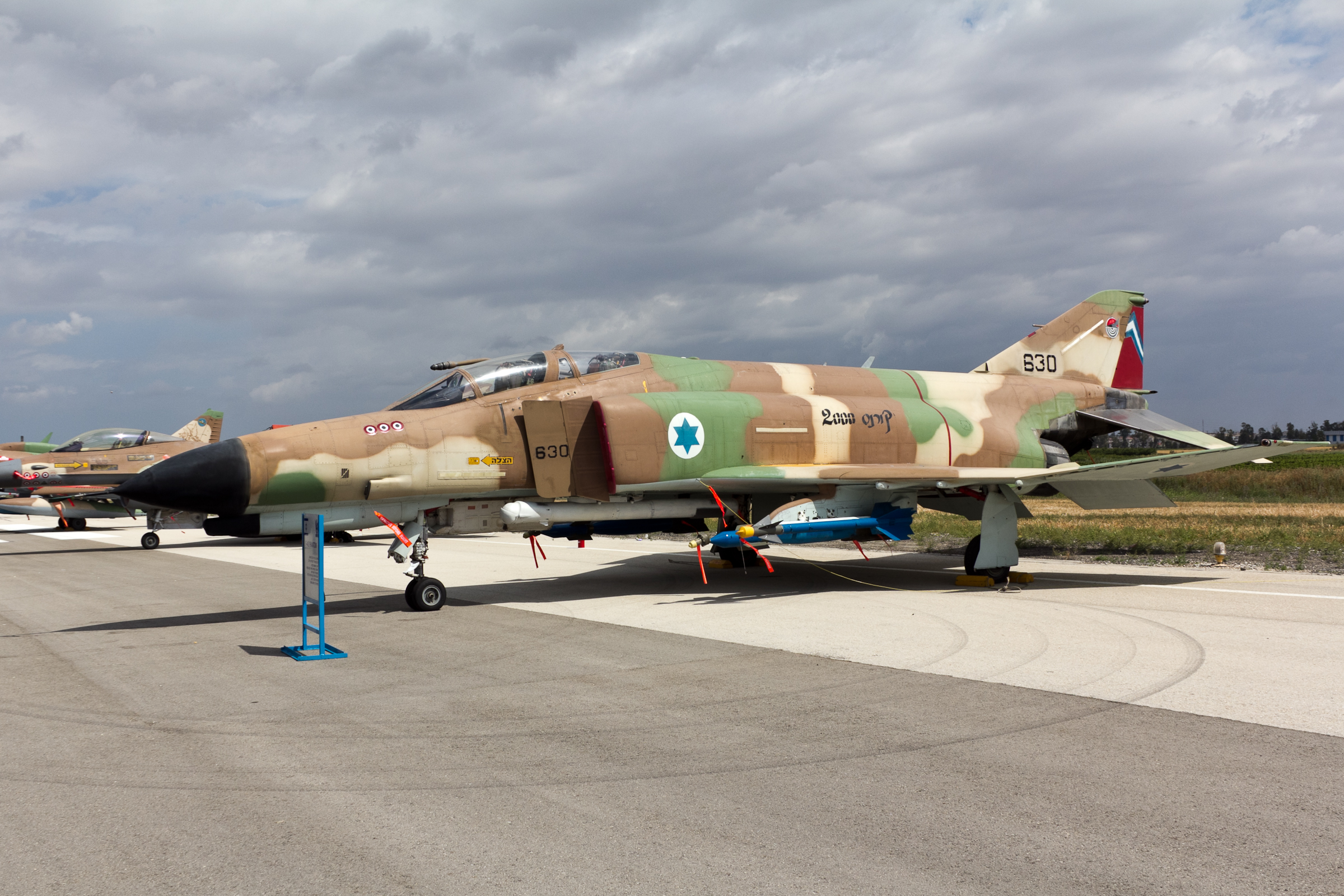
第201飛行隊のクルナス2000
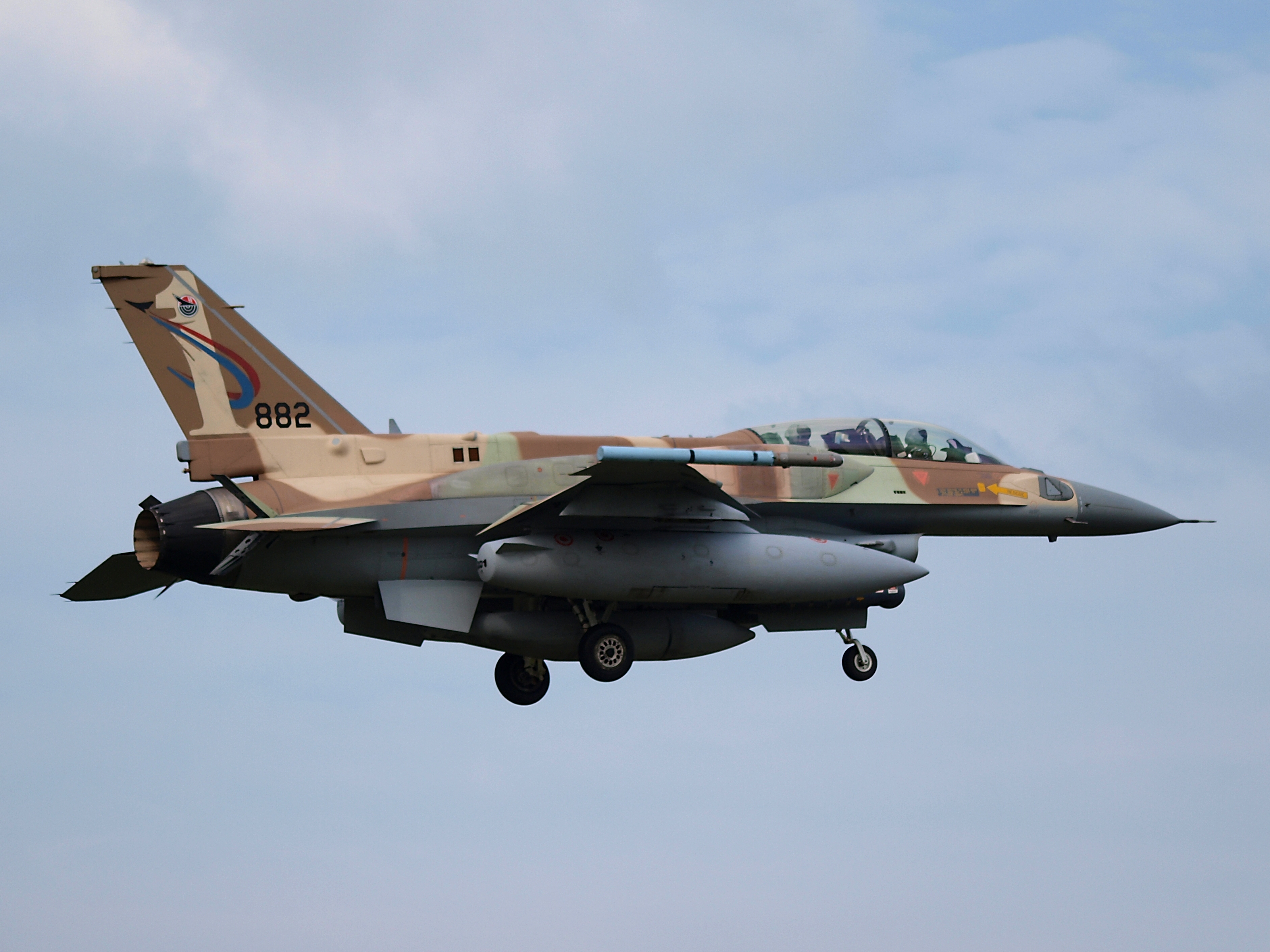
第201飛行隊のF-16I
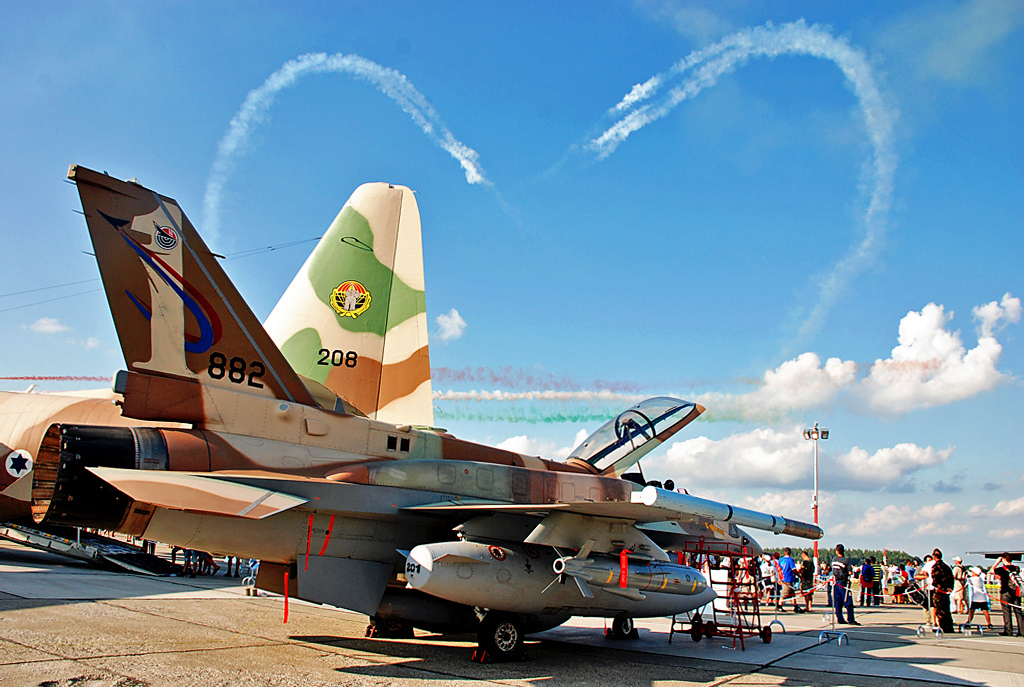
第201飛行隊のF-16I（手前側）。 ハンガリー航空ショー、2010年。